# Yves Saint Laurent
Yves Saint Laurent (YSL), также Saint Laurent (с 2012 года) — парижский дом высокой моды, основанный Ивом Сен-Лораном и его партнёром Пьером Берже в 1961 году. C 1999 года дом принадлежит группе Gucci, которой, в свою очередь, владеет холдинг Kering. Нынешним дизайнером коллекций является Энтони Ваккарелло.
Ив Сен-Лоран в своём модном доме выпустил ряд легендарных вещей: платье «Мондриан», женский смокинг Le Smoking, куртки-сафари и прозрачные платья. Журнал Vogue писал, что Ив Сен-Лоран перевернул мир моды в 1960-х и 1970-х своим новаторским сочетанием мужского и женского, высокого и низкого, классического и авангардного: «Именно он одел женщин в брючные костюмы, сделал повседневными военные формы и национальные костюмы и принёс дизайнерский прет-а-порте в массы». По словам самого модельера, он создал гардероб современной женщины.

## История

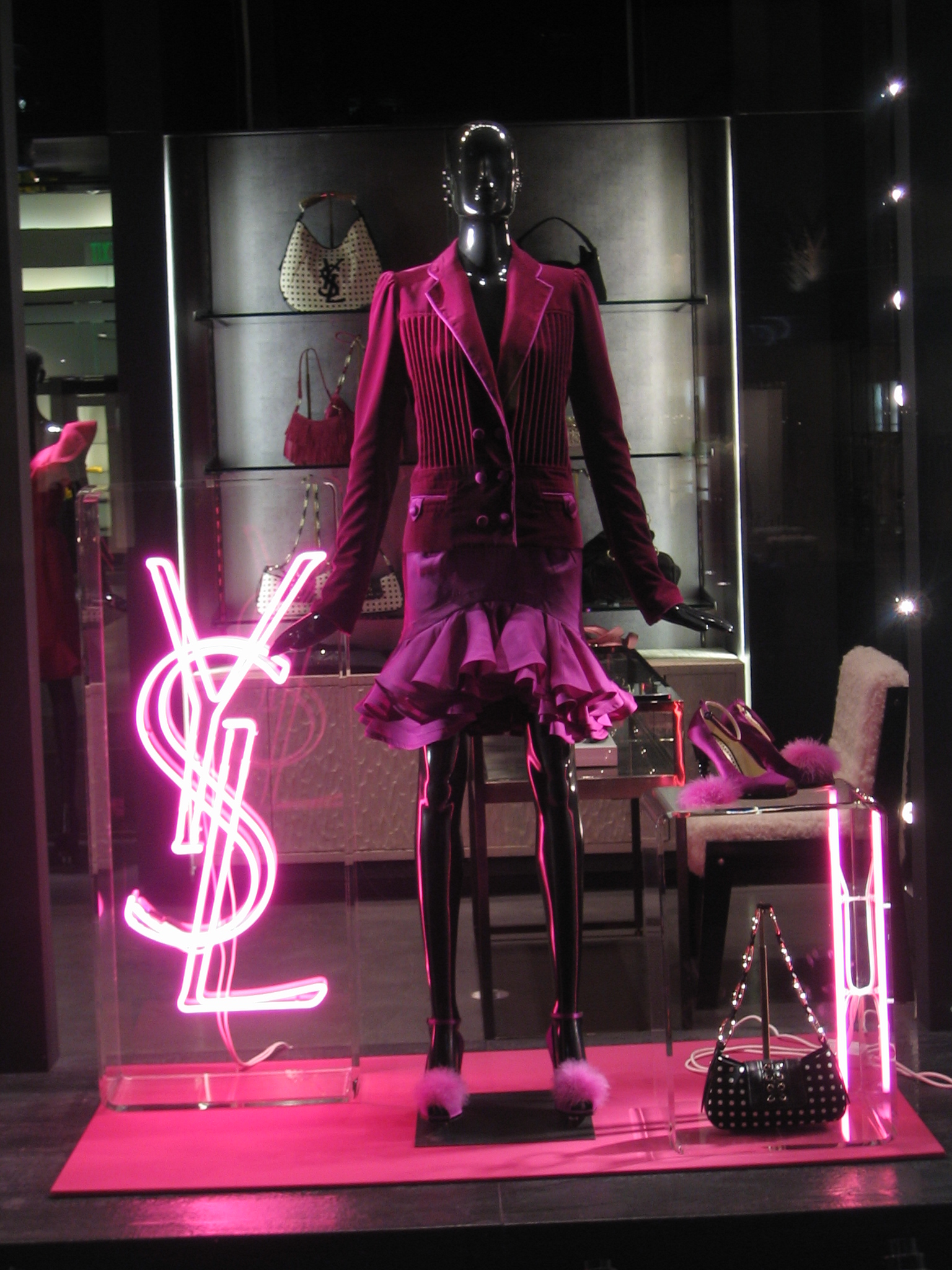
Yves Saint Laurent в Беверли-Хиллз (Калифорния)

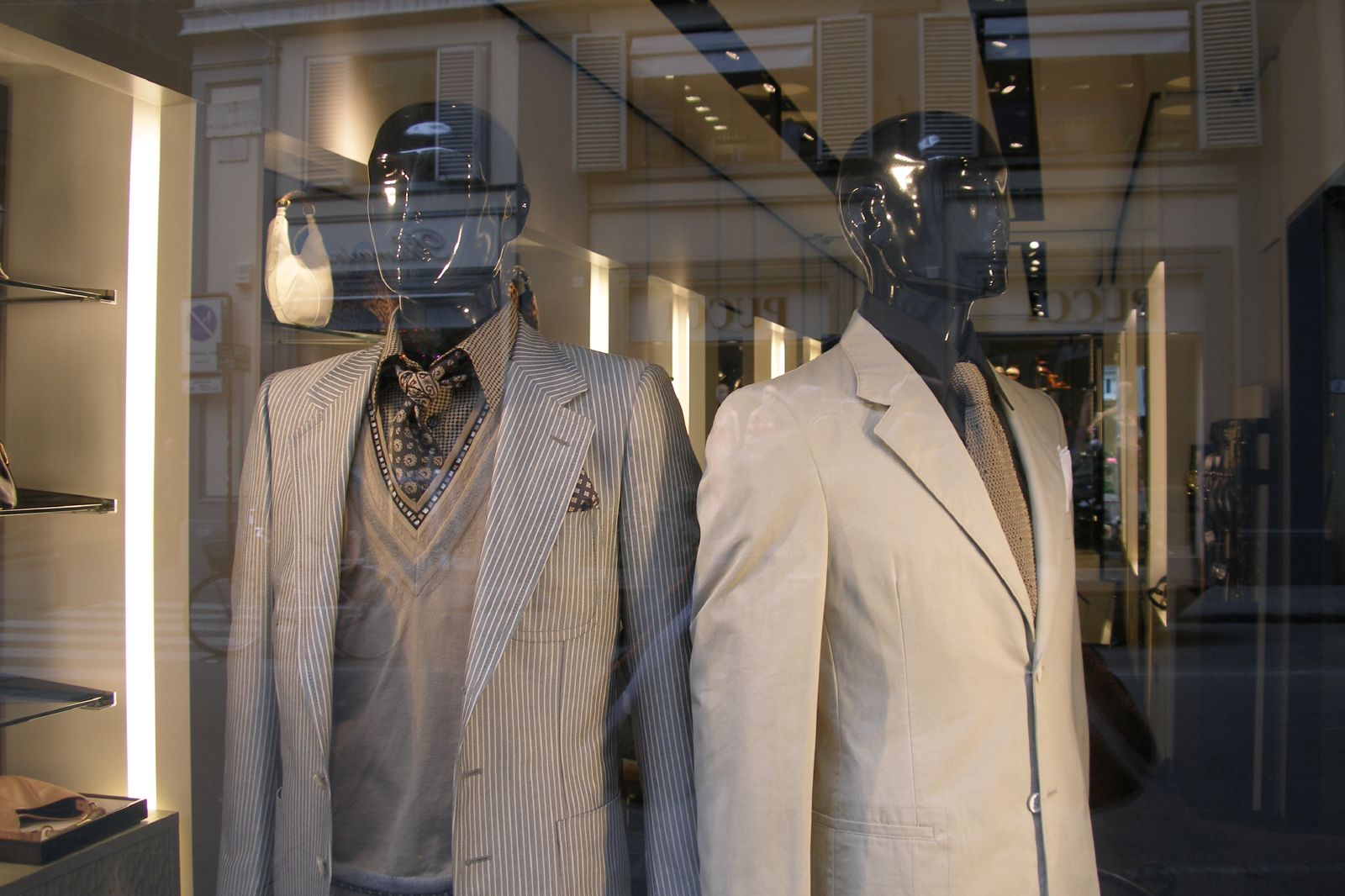
Мужская одежда Yves Saint Laurent во Флоренции

Yves Saint Laurent был основан дизайнером Ивом Сен-Лораном и его партнёром Пьером Берже в июле 1961 года. В ноябре Сен-Лоран и Берже договорились об инвестировании 700 тысяч долларов бизнесменом из Атланты Маком Робинсоном в обмен на 80 % компании. Первая коллекция YSL была показана в январе 1962 года. Логотипы для дома разработал в 1963 году А. М. Кассандр.
В 1963 году Берже подписал контракт с Charles of the Ritz на создание ароматов для YSL, а через два года группа Lanvin-Charles of the Ritz выкупила 80 % Робинсона за миллион долларов. В 1960-х Yves Saint Laurent создавал сценические костюмы для актрис Клаудии Кардинале, Софи Лорен и Катрин Денёв.
В 1966 году была запущена линия прет-а-порте под названием Yves Saint Laurent Rive Gauche. В том же году, вдохновлённый возникшей тенденцией к андрогинной моде, Сен-Лоран разработал женскую коллекцию в мужском стиле, а также создал первый смокинг для женщин, Le Smoking. Через год он представил знаковую куртку-сафари. Сен-Лоран был первым дизайнером, который использовал африканских и азиатских моделей в своих дефиле.
В 1971—2002 годах директором дома была баронесса Елена де Людингхаузен.
В 1971 году дом Yves Saint Laurent представил женские духи Rive Gauche. В том же году Сен-Лоран снялся голым в рекламной кампании своего мужского одеколона Homme. В 1972 году Берже и Сен-Лоран за 1,1 миллиона долларов выкупили свою линию одежды у компании Squibb, которая стала владельцем группы Lanvin-Charles of the Ritz и сохранила за собой парфюмерный бренд YSL. К дому присоединилась муза Ива Сен-Лорана, Лулу де ла Фалез, которая более трёх десятилетий создавала для YSL ювелирные изделия и головные уборы.
C 1973 года дом начал использовать новый годовой цикл показов: два для от кутюр (в январе и июле) и два для прет-а-порте (в апреле и октябре). Берже начал активно распространять лицензии Yves Saint Laurent на всё — от солнцезащитных очков до пляжных полотенец и ручек. В 1977 году дом выпустил женские духи Opium со слоганом: «Опиум — для тех, кто пристрастился к Yves Saint Laurent». Несмотря на протесты из-за названия и рекламной кампании, духи получили большой успех.
Yves Saint Laurent выкупил в 1986 году компанию Charles of the Ritz, которой принадлежал парфюмерный бизнес дома, за 630 миллионов долларов. Через год YSL продал ряд популярных ароматов Charles of the Ritz компании Revlon за 150 миллионов долларов.
В 1989 году дом разместил акции на парижском фондовом рынке и был оценён в 500 миллионов долларов.
В 1993 году YSL (вместе с парфюмерным подразделением) был продан парфюмерно-фармацевтической компании Elf Sanofi за 650 миллионов долларов в акциях. Сен-Лоран и Берже сохранили контроль над линиями одежды. В 1998 году Сен-Лоран перестал заниматься линией Rive Gauche, наняв Альбера Эльбаза и Эди Слимана для женской и мужской коллекции соответственно.
В 1999 году дом YSL приобрела группа Gucci, которая пригласила создавать коллекции прет-а-порте Тома Форда. В 2002 году Ив Сен-Лоран представил свою последнюю коллекцию и закрыл линию кутюр.
После того, как Том Форд ушёл в 2004 году, линией прет-а-порте занялся Стефано Пилати. Его стиль был более французским, чем откровенно сексуальные образы Форда. В 2008 году основатель дома Сен-Лоран умер.
В 2011—2013 годах президентом и гендиректором YSL был Пол Денёв, при котором в феврале 2012 года в дом вернулся Эди Слиман, заменив Пилати на посту креативного директора. В июне 2012 года он переименовал линию прет-а-порте в Saint Laurent Paris, название линии косметики и самой компании осталось прежним. При Поле Денёве компания YSL снова стала прибыльной.
В 2016 Эди Слимана на посту креативного директора сменил дизайнер из Versus Энтони Ваккарелло.
В июне 2020 года YSL объявил Розанну Пак (участницу популярной корейской группы Blackpink) первым глобальным амбассадором бренда. Помимо этого, девушка снялась в осенней компании бренда.
В сентябре 2021 года компания объявила, что отказывается от использования натурального меха в коллекциях с 2022 года.

## Деятельность
Выручка в 2022 году составила 3,3 млрд евро, основными рынками были Северная Америка (33 %) выручки, Западная Европа (31 %), Азиатско-Тихоокеанский регион (25 %), Япония (4 %). На собственную розничную сеть (280 магазинов) пришлось 77 % продаж, остальное пришлось на оптовую продажу другим торговым сетям и роялти. Основные категории продукции: изделия из кожи (75 % выручки), обувь (9 %), готовая одежда (12 %), другие товары (4 %).
На Yves Saint Laurent в 2022 году пришлось 16 % выручки группы Kering, в которую также входят Gucci, Bottega Veneta, Alexander McQueen, Balenciaga, Brioni, Boucheron, Pomellato, Dodo и Qeelin.